# Grupo de Castalia

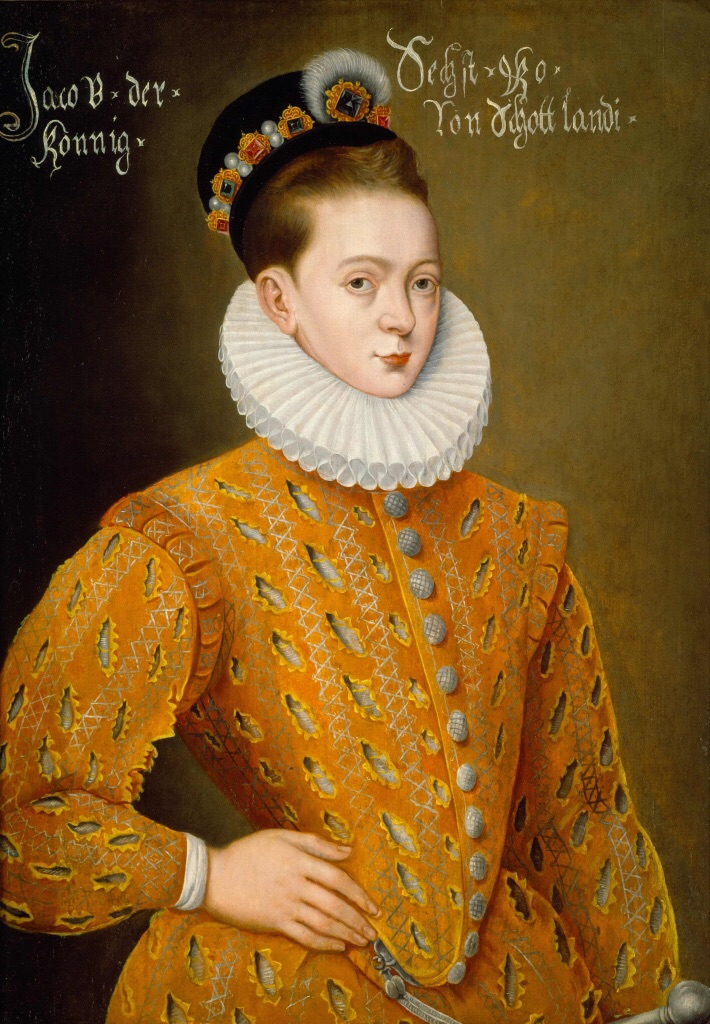
Jacobo VI de Escocia en 1585, mecenas del Grupo de Castalia, a los diecinueve años.

El grupo de Castalia o Castalian Band fue una constelación de makars o poetas de la corte del rey Jacobo VI de Escocia, modelado según el ejemplo de La Pléyade francesa de la época durante los decenios que precedieron a la Unión de las Coronas de 1603. Toma su nombre de la fuente Castalia consagrada a las Musas y símbolo de la inspiración poética.

## Composición
Como poeta, el rey Jacobo VI presidía de hecho el grupo, que reunía a poetas y músicos bajo su mecenazgo y reflejaba así sus gustos personales en materia de música y de literatura. Además del rey, el grupo comprendía en especial a:
- Alexander Montgomerie (hacia 1544-1598?)
- Patrick Hume of Polwarth (hacia 1550-1609)
- Alexander Hume (hacia 1557–1609), joven hermano de Patrick
- William Fowler (1560-1612)
- John Stewart of Baldynneis (hacia 1567-1605)
- Thomas Hudson (fallecido en 1605)
- Robert Hudson, hermano de Thomas

Como la pertenencia al grupo no estaba fijada, el rey podía designar entre los nuevos poetas cortesanos los miembros que figuraban o no. Montgomerie fue convirtiéndose en el más prestigioso y esta posición se consolidó cuando fue declarado vencedor de una justa poética que lo opuso a Polwart. A pesar de todo, fue sin embargo excluido más tarde.